# 럭키 브레이크 (2001년 영화)
《럭키 브레이크》(Lucky Break)는 독일에서 제작된 피터 카타네오 감독의 2001년 영화이다. 제임스 네스빗 등이 주연으로 출연하였고 피터 카타네오 등이 제작에 참여하였다.

## 출연

### 주연
- 제임스 네스빗
- 올리비아 윌리암스

### 조연
- 티모시 스폴
- 빌 나이
- 레니 제임스
- 론 쿡
- 프랭크 하퍼

## 기타
- 공동제작: 엘리너 데이
- 공동제작: 레슬리 스튜어트
- 미술: 맥스 고틀리브
- 의상: 피온 엘리너
- 배역: 자니 포더길